# Bellottia apoda
Bellottia apoda är en fiskart som beskrevs av Giglioli, 1883. Bellottia apoda ingår i släktet Bellottia och familjen Bythitidae. Inga underarter finns listade.